# Christian Bolaños
Christian Bolaños   (Hatillo, 17 de maig de 1984) és un futbolista costa-riqueny de la dècada de 2010.
Fou internacional amb la selecció de Costa Rica.
Pel que fa a clubs, destacà a Saprissa, Copenhagen i Vancouver Whitecaps FC.
És germà del també futbolista Jonathan Bolaños.

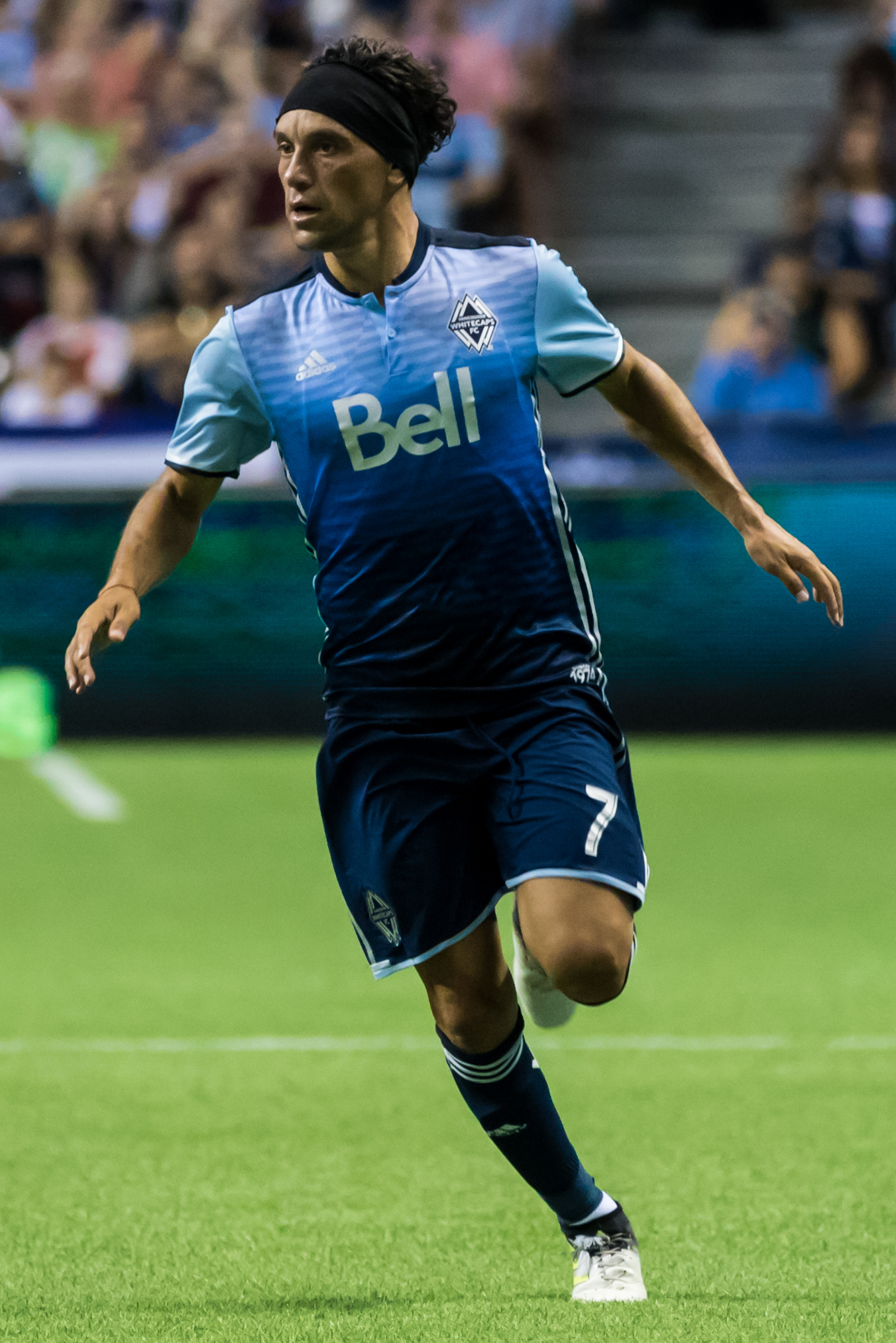
Christian Bolaños a Vancouver Whitecaps.